# Nerijja
Nerijja (hebr.: נריה) – nieautoryzowane osiedle żydowskie położone w samorządzie regionu Matte Binjamin, w Dystrykcie Judei i Samarii, w Izraelu.
Leży w zachodniej części Samarii, w otoczeniu terytoriów Autonomii Palestyńskiej.

## Historia
Osada została założona w 1991 przez grupę religijnych żydowskich osadników.